# Севильский договор
Севильский договор, Севильский трактат, Севильский мир — договор между Англией, Францией и Испанией, заключённый в Севилье 9 ноября 1729 года. Договор положил конец англо-испанской войне 1727—1729 годов.
Договор закрепил сохранение прежних владений сторон, в частности, за Англией остались Минорка и Гибралтар. Спорные вопросы были решены в пользу Испании. Из-за заключённого сепаратного мира распался Венский союз. Однако в 1731 году был заключён второй Венский союзный договор, к которому присоединились Англия и Голландия.
Новый союз оказался неожиданным для Франции, оказавшейся в изоляции. Одновременно новый договор означал разрыв Севильского договора, Ганноверского союза и «северных трактатов».